# Малеш (футбольный клуб)
«Малеш» (болг. ФК «Малеш») — болгарский футбольный клуб из села Микрево.

## История
Клуб был основан в 1936 году. Лучшим достижением в истории клуба стал выход в болгарскую группу «Б» в 2010 году. Домашним стадионом клуба является муниципальный стадион в Микрево, вмещающий в себя 5000 зрителей.